# Mariano Cohn e Gastón Duprat

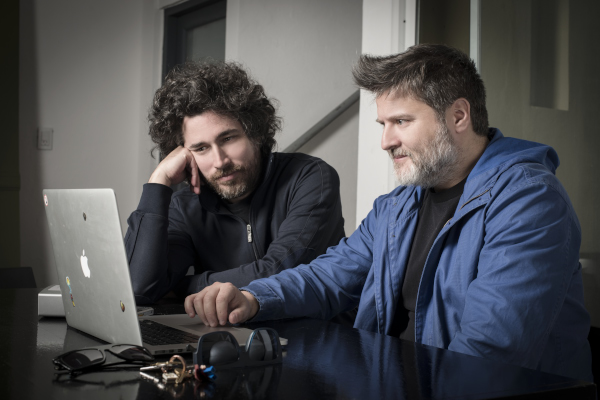
Mariano Cohn e Gastón Duprat nel 2016.

Mariano Cohn (Villa Ballester, 1º dicembre 1975) e  
Gastón Duprat (Bahía Blanca, 8 dicembre 1969) sono due registi e autori televisivi argentini, conosciuti fuori dal loro Paese natale soprattutto per i loro lavori cinematografici.

## Biografia
I primi lavori della coppia sono stati nella videoarte e nel cinema sperimentale. Tra questi ci sono El hombre que murió dos veces (1991), Un día más en la tierra (1993), Camus (1995), Circuito (1996), Venimos llenos de tierra (1998), Soy Francisco López (2000), Veinte doce (2001) ed Hágalo usted mismo (2002).
I due sono stati altrettanto prolifici in televisione, creando format come il longevo Televisión Abierta (1998-1999, 2002-2003, 2005, 2013, 2018); Cupido (2001-2003, 2012-2013), un programma di appuntamenti al buio; El gordo Liberosky (2000-2003), fiction di breve formato; Cuentos de terror (2002-2005), interpretato fra gli altri dallo scrittore Alberto Laiseca. Secondo La Nación, i loro format sono stati esportati in Italia, Spagna, Giappone e Stati Uniti d'America. Cohn e Duprat hanno inoltre fondato e diretto due canali televisivi pubblici: Ciudad Abierta (2003-2005), canale della capitale, e Digo (2012), uno destinato alla provincia di Buenos Aires.
Al cinema, hanno cominciato come documentaristi, producendo e dirigendo i lungometraggi Enciclopedia (1998), co-diretto da Adrián De Rosa, e Yo Presidente (2003), contenente interviste ai presidenti argentini Raúl Alfonsín, Carlos Menem, Eduardo Duhalde e Néstor Kirchner.
Col loro primo film di finzione, L'artista, scritto come gli altri da Andrés Duprat, hanno concorso al Festival internazionale del film di Roma 2008, mentre per il seguente El hombre de al lado, commedia drammatica interamente girata nella Casa Curutchet progettata da Le Corbusier e presentata al Sundance Film Festival 2010, sono stati candidati al premio Goya per il miglior film straniero in lingua spagnola. Con Querida, voy a comprar cigarrillos y vuelvo (2011), hanno adattato un racconto di Laiseca. Concorrono alla 73ª Mostra internazionale d'arte cinematografica di Venezia con la commedia drammatica Il cittadino illustre, il cui protagonista Oscar Martínez vi vince la Coppa Volpi per la migliore interpretazione maschile. In seguito, Cohn e Duprat si dividono brevemente e girano due film separati, 4x4 e Il mio capolavoro, producendo però ognuno quello dell'altro. Nel 2021 dirigono Martínez, Penélope Cruz e Antonio Banderas nella commedia sul cinema Competencia oficial.

## Filmografia parziale

### Lungometraggi di finzione

#### Registi
- L'artista (El artista) (2008)
- El hombre de al lado (2009)
- Querida, voy a comprar cigarrillos y vuelvo (2011)
- Il cittadino illustre (El ciudadano ilustre) (2016)
- Il mio capolavoro (Mi obra maestra) (2018) - solo Gastón Duprat
- 4x4 (2019) - solo Mariano Cohn
- Finale a sorpresa - Official Competition (Competencia oficial) (2021)

#### Direttori della fotografia
- L'artista (El artista) (2008)
- El hombre de al lado (2009)
- Il cittadino illustre (El ciudadano ilustre) (2016)

#### Sceneggiatori
- 4x4 (2019)
- Finale a sorpresa - Official Competition (Competencia oficial) (2021)

#### Produttori
- Il mio capolavoro (Mi obra maestra) (2018) - solo Mariano Cohn
- 4x4 (2019) - solo Gastón Duprat